# Kattenziekte
Kattenziekte is de naam van verschillende ziektes bij honden, katten en mensen. 
Indien men spreekt van kattenziekte bij de mens bedoelt men de ziekte toxoplasmose. Daarnaast bestaat er ook nog een kattenkrabziekte, veroorzaakt door Bartonella henselae.
Kattenziekte bij de hond is parvovirose.
Kattenziekte bij de kat is toxoplasmose of parvovirose.